# Rhipsalideae
Rhipsalideae je tribus kaktusa iz potporodice Cactoideae. Sastoji se od črtiri roda, tipični je Rhipsalis ili prutasti kaktus (sitasti kaktus,
koralni kaktus). Svi su iz Južne Amerike i Sjeverne Amerike osim nekih iznimaka iz roda Rhipsalis koji rastu i po Africi.
Javljaju se kao litofiti i epifiti.
Rhipsalidopsis Britton & Rose je sinonim za Hatiora Britton & Rose.

## Rodovi
Tribus Rhipsalideae DC.
1. Rhipsalis Gaertn. (43 spp.)
2. Lepismium Pfeiff. (6 spp.)
3. Schlumbergera Lem. (7 spp.)
4. Hatiora Britton & Rose (5 spp.)